# 江塔
江塔，位于中国广东省清远市清新县太和镇江村（正江村），为清远市清新县的一个县级文物保护单位，类型为古建筑，公布时间为1995年。
江塔的历史年代为清光绪（1891）。